# Phaonia atriceps
Phaonia atriceps este o specie de muște din genul Phaonia, familia Muscidae. A fost descrisă pentru prima dată de Friedrich Hermann Loew în anul 1858. Conform Catalogue of Life specia Phaonia atriceps nu are subspecii cunoscute.